# Oktjabrski (Berjozovski)
Oktjabrski (Russisch: Октябрьский) is een nederzetting met stedelijk karakter in de Russische oblast Sverdlovsk op de oostelijke hellingen van de Centrale Oeral. De plaats ligt op ongeveer 15 kilometer ten noordwesten van de stad Berjozovski en ongeveer 25 kilometer ten noordoosten van Jekaterinenburg aan de spoorlijn tussen Jekaterinenburg en Rezj en een zijweg van de hoofdweg van Jekaterinenburg naar Alapajevsk. Kedrovka valt bestuurlijk gezien onder het stedelijk district van de stad Berjozovski en telde 118 inwoners bij de volkstelling van 2002. In 1989 woonden er nog 2.323 mensen.
De plaats had lokaal zelfbestuur binnen het gebied van Berjozovski en had ook het bestuur over de plaatsen Kedrovka en Krasnogvardejski. Na de val van de Sovjet-Unie stortte de economie van de plaats echter in en begon ze snel inwoners te verliezen. Op 23 januari 1996 besloot de stad Berjozovski dat de situatie werd omgedraaid en kwamen Oktjabrski en Krasnogvardejski onder jurisdictie van Kedrovka te vallen. Deze bestuurlijke hervorming werd bekrachtigd door de wetgevende macht van de oblast Sverdlovsk op 9 juli 1997.